# Vörös méh
A vörös méh (Apis koschevnikovi) a rovarok (Insecta) osztályának a hártyásszárnyúak (Hymenoptera) rendjéhez, ezen belül a méhfélék (Apidae) családjához tartozó faj.

## Előfordulása
A vörös méh Dél-Ázsia nagy részét benépesítette. Borneóban, Szumátrában, Jávában, Maláj-félszigeten megtalálható.

## Alfajai
Egy alfaját különböztetjük meg:
- Apis k. linde

## Rendszertani besorolása
Ezt a méhet korábban az A. cerana alfajaként tartották számon a rendszertani anyagokban. Maa (1953) Apis vehti néven említi. Koeniger (1989) megfigyelései szerint e faj heréi ugyanazokon a helyeken gyülekeznek párzani, mint az A. cerana családoké, csak más időpontban, ezért a kereszteződésük nem mehet végbe.

## Megjelenése
A vörös szín és a hosszú szőrzet jellemzőbb erre a fajra, csak a fej és a tor sötét. Különösen a világos vöröses aranycsíkok teszik vonzóvá a potroh háti részén. A vörös méh munkásai jelentősen nagyobbak, mint a vele azonos területen élő indiai méh dolgozói. Hasonló méretűek mint a trópusi Africa A. mellifera alfajok munkásméhei. Szipókája 5,87 milliméter hosszú, szárnyindexe (cubitális index) átlag 7,59 (5,5-9,6 közötti).

## Életmódja
Nagyon szelíd méh, arcvédő és füst nélkül is lehet kezelni, azonban a lépen idegesek, a méhek lefutnak róla, amint a kaptárból kivesszük őket.
Kis családokat alkotnak, 6 db 17*32,5 cm-es lép már elég a fészeknek. A kijáratot kevés őr védi, de ez mégsem jelent rablási problémát. Ezzel szemben a vörös méhek gyakran kirabolták az indiai méh- és az óriás méhcsaládokat. A heresejteket úgy fedik le, hogy középen egy nyílást hagynak szabadon. Propoliszt nem használnak a vörös méhek. Fészküket a trópusi őserdők fáinak odvában rendezik be.